# Double vitrage à film suspendu

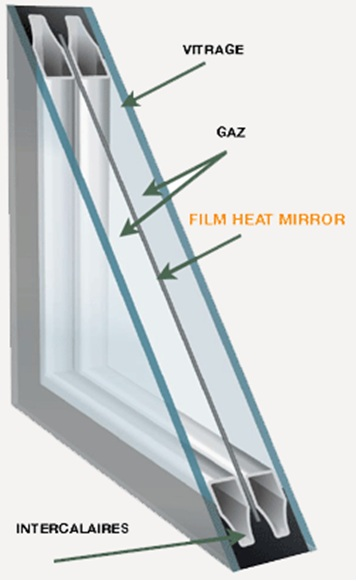
coupe du vitrage

Le double vitrage à film suspendu est un double vitrage qui permet l'optimisation des déperditions de chaleur et ainsi de limiter la consommation d'énergie d'un bâtiment. Introduit dans les années 1970, il repose sur l'introduction d'un film transparent de polyester entre deux vitrages. Ce procédé permet de proposer des cloisons vitrées offrant une très grande résistance thermique.

## Historique
La technologie de ce vitrage est le fruit des travaux engagés par le MIT dans les années 1970 afin de réduire la consommation d'énergie des bâtiments.
Depuis les années 1980, ces vitrages sont utilisés dans de nombreux projets passifs comme la rénovation de 6 500 fenêtres de l'Empire State Building à New York qui économise désormais plus de 400 000 dollars d'énergie par an.

## Technologie
Ce type de double vitrage se caractérise par la présence d'un film polyester tendu entre les deux vitrages, ce qui crée une double chambre thermique pouvant être remplie de gaz rares. 

## Données techniques
Lors d'un contrôle de vitrage, cinq paramètres sont pris en considération : 
- La transmission lumineuse : TL
- Le facteur solaire : FS
- La protection contre les ultraviolets : Tuv
- La déperdition thermique : Ug
- La réduction acoustique : Rw

### Transmission lumineuse
La transmission lumineuse est le pourcentage de lumière transmise au travers du vitrage, plus ce coefficient est élevé, meilleur est le passage de la lumière. Plus il est faible, plus il réduit l'éblouissement. En fonction de l'application et de l'usage désiré, la transmission lumineuse doit être sélectionnée de façon très appropriée.

### Facteur solaire
Le facteur solaire indique la proportion d'énergie qui passe à travers le vitrage, il est donc significatif du confort d'été, plus ce coefficient est faible, plus la protection à la chaleur est importante. De plus, dans une pièce climatisée, un facteur solaire approprié contribuera à diminuer drastiquement les frais d'énergie liés à une consommation abusive de la climatisation.

### Protection contre les ultraviolets
La transmission des ultraviolets dans une pièce est responsable de plus d'un quart de la détérioration et de la décoloration du mobilier (canapé en cuir, meuble, tapis, tableaux, etc.). Le problème est d'autant plus vrai dans des musées, galeries d'arts, librairies où les objets de collections doivent être protégés durant une longue période. 
Les doubles vitrages classiques laissent passer trop d'UV provoquant ainsi des dommages rapides et irréversibles. Tandis que heat-mirror est conçu pour bloquer 99,5 % des UV et permet ainsi la protection des biens de la décoloration.

### Déperdition thermique
La déperdition thermique des vitrages devient un enjeu majeur dans la course à la réduction des ponts thermiques, à l'horizon de 2020, les coefficients Ug seront bien en dessous des performances actuelles des doubles vitrages.
Le coefficient Ug indique la puissance (en watts) qui traverse 1 m2 de vitrage pour une différence de température de 1 K, il s'exprime en W/m2/K. Plus Ug est faible, plus la paroi est thermiquement isolante. Il est significatif des économies d'énergie réalisées avec un chauffage ou une climatisation.

### Réduction acoustique[8]
En théorie, une augmentation de 3 dB multiplie la source sonore par 2. Une augmentation de 10dB multiplie la source sonore par 10. Au niveau de la perception humaine, une diminution de 3 dB est perçue comme une différence sonore. Heat-mirror permet une réduction de 5 dB qui est perçue comme une augmentation significative du confort acoustique.

## Exemple de calcul d'économie d'énergie
Une baie vitrée de 2,5 m × 9 m soit 22,5 m2 est exposée à une température extérieure de 0 °C et une température intérieure de 22 °C.
- Avec un double vitrage faiblement émissif où le Ug est de 1,1 W/m2/K, cette baie vitrée laissera s'échapper :

22 × 1,1 = 24,2 W/m2
soit 24,2 × 24 × 22,5 = 13,1 kWh

Donc cette baie vitrée laissera s’échapper 13,1 kWh en une journée.
- Avec un double vitrage à film suspendu où le Ug est de 0,6 W/m2/K, cette baie laissera s'échapper :

22 × 0,6 = 13,2 W/m2
soit 13,2 × 24 × 22,5 = 7,13 kWh
Donc cette baie vitrée laissera s’échapper 7,13 kWh en une journée.
Les pertes thermiques d'un double vitrage à film suspendu sont donc deux fois plus faibles que celles d'un double vitrage classique.

## Comparatif
|           | triple vitrage | double vitrage à film suspendu | double vitrage |
| --------- | -------------- | ------------------------------ | -------------- |
| TL        | Bon            | Bon                            | Très bon       |
| FS        | Bon            | Bon                            | Très bon       |
| Ug        | Très bon       | Excellent                      | Bon            |
| Épaisseur | Importante     | Moyenne                        | Moyenne        |
| Poids     | Important      | Moyen                          | Moyen          |

### Exemple de réalisation

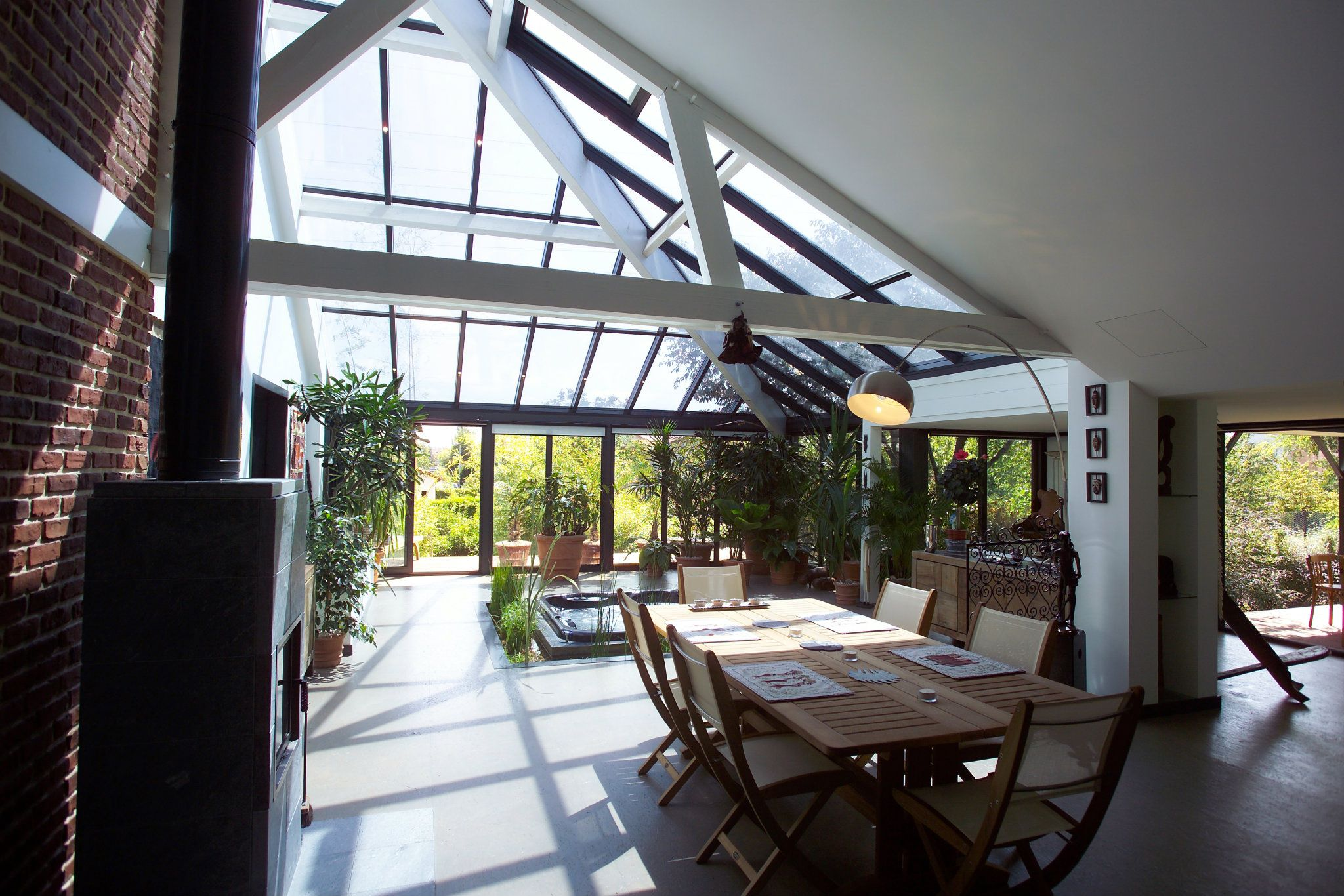
Véranda
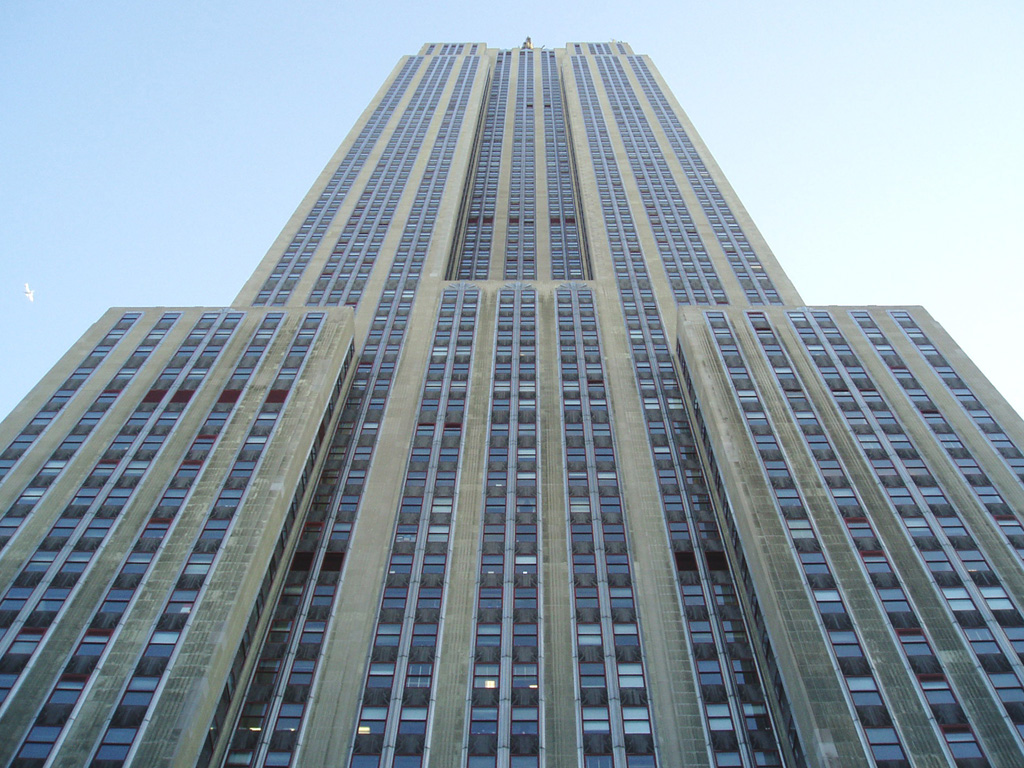
Empire State Building à New York